# أبراهام مويال

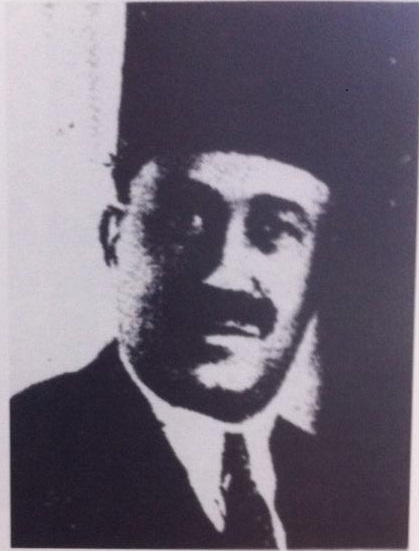
إبراهام مويال

إبراهام مويال (1850 – 20 ديسمبر 1885) تاجر ثري وشخصية بارزة في مجتمع مستوطني يافا اليهود. شغل منصب ممثل حركة "أحباء صهيون" في فلسطين، وممثلًا اقتصاديًا للاتحاد الإسرائيلي العالمي، وممثلًا للبارون روتشيلد في المنطقة. كان مويال عضوًا في جيل اليهود المغاربيين الذين سبقوا موجات الهجرة (العليا)، وقد عمل كوسيط على أرض الواقع بين يهود أوروبا الشرقية وأعضاء موجات الهجرة الأولى وبين الحكومة العثمانية. كان من بين مؤسسي مستوطنتي غديرا ويسود حمعالا. كما كان المشتري لأراضي مستوطنة كفار عقرون التي سميت لاحقاً مازكيرت باتيا.
ولد أبراهام مويال في الرباط بالمغرب عام 1850 لوالده التاجر الثري أهارون مويال. هاجرت العائلة إلى فلسطين عام 1852، وبعد ثلاث سنوات في حيفا انتقلت واستقرت في يافا، حيث اكتسبت مكانة رائدة في المستوطنة اليهودية في المدينة. تلقى أبراهام في شبابه تعليمًا يهوديًا تقليديًا في التلمود التوراة والمدرسة الدينية، كما درس على معلمين خاصين اللغتين الفرنسية والعربية، تحدثًا وكتابة وأتقانهما.
تزوج من زينبل ابنة الحاخام يوسف روفائيل بن نون، أحد حاخامات القدس ولاحقاً من الطائفة السفاردية في يافا.
منذ صغره، كان مويل أحد مديري أعمال عائلته في التجارة والمصارف وأدار العلاقات مع الشركات والبنوك في الخارج، ومع الحكومة العثمانية، ومع القناصل الأجانب في يافا، وخاصة مع القنصل الفرنسي. كونه أحد رعايا فرنسا، استفاد مويال من نظام الامتيازات الذي أقر هذه الفترة، ويمنح حقوقًا تفضيلية لرعايا دول أوروبا الغربية في جميع أنحاء الدولة العثمانية. اكتسب منذ صغره موقعًا مؤثرًا في الجالية اليهودية في يافا. بالإضافة مسيرته المهنية، عمل مويال أيضًا كموهل، وتبرع بسخاء للجمعيات الخيرية اليهودية.
أعجب مويال بالحاخام يهوذا الكالاي بعد قراءة كتاباته. واهتم في الوقت نفسه بالحركة الصهيونية التي كانت تبشر بإعادة توطين اليهود في فلسطين. قرأ كتاب موشيه هس "رومية وأورشليم" وكان يترجم مقتطفات منه لعائلته، ويبدو أنه التقى بهس حتى أثناء زيارته لأوروبا. ونتيجة لذلك، شارك مويال في مشاريع تطوير الاستيطان اليهودي في فلسطين. ومن بين أمور أخرى، شارك في إنشاء أول مدرسة زراعية في أرض فلسطين، مدرسة "ميكفه إسرائيل" التابعة للاتحاد الإسرائيلي العالمي. كما تم من خلاله تحويل أموال تبرعات البارون روتشيلد لمصانعه في فلسطين.
كانت أهم نشاطات مويال في خدمة حركة محبي صهيون. التقى بكالونيموس زئيف فيسوتسكي أثناء زيارته لفلسطين، وتم تعيينه ممثلًا لحركة محبي صهيون في فلسطين: "المصدر والمستورد الرئيسي لكل ما يتعلق باليشوف بأكمله والمستوطنات (بتاح تكفا، وغديرا، ويسود حمعالا) على وجه الخصوص." كان مويال ناجحًا جدًا في دوره. خلال هذه الفترة ساهم في تحسين مدينة بتاح تكفا حيث تم بناء 23 منزلاً و13 حظيرة ومباني أخرى تحت إدارته وبميزانيته تم شراء الحيوانات وغرس العديد من الأشجار. كما ساعد مويال في شراء الأرض لمستوطنة كفار عقرون (مازكيرت باتيا) وحصل على رخصة البناء لها، وقام بإرشاد المهاجرين واشترى لهم حيوانات العمل وغيرها من الخدمات. وساعد بهجرة أعضاء حركة بيلو إلى مستوطنة غديرا في مواجهة مشاكل مختلفة مع جيرانهم والحكومة العثمانية. وإن لزم الأمر استغل وضعه كمواطن فرنسي لمواجهة المسؤولين العثمانيين لصالح المهاجرين الجدد.
يعتبر مويال من أبرز أعضاء حركة محبي صهيون، ومن الجيل الثاني في قيادة المستوطنين اليهود في يافا. إلا أنه توفي فجأة في 20 ديسمبر 1885 عن عمر يناهز 35 عامًا فقط. واعتبرت وفاته خسارة كبيرة لأنشطة أحباء صهيون في فلسطين. 